# Grenzgang Biedenkopf

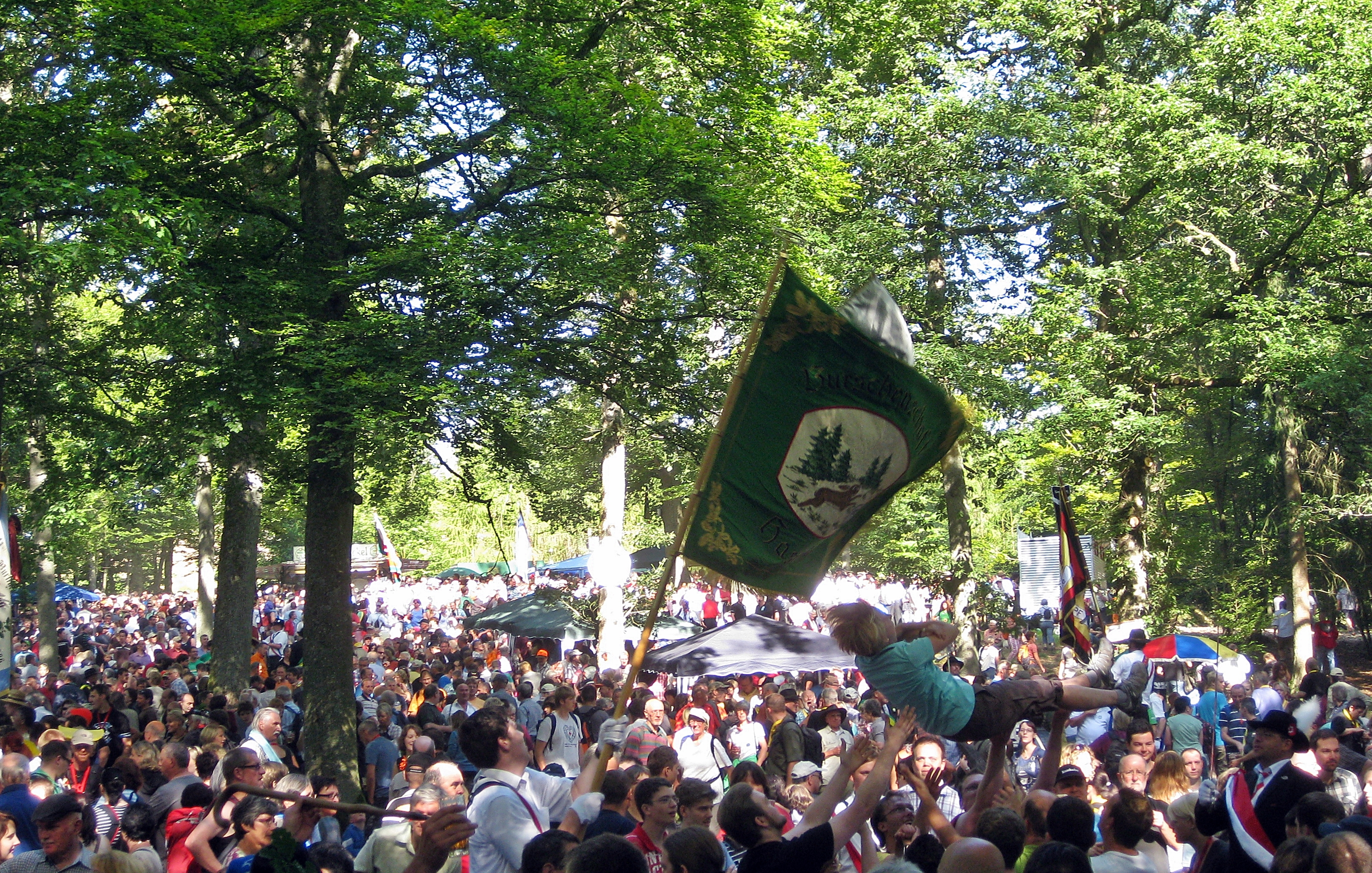
Grenzgänger während der Rast auf einem Frühstücksplatz (2012)

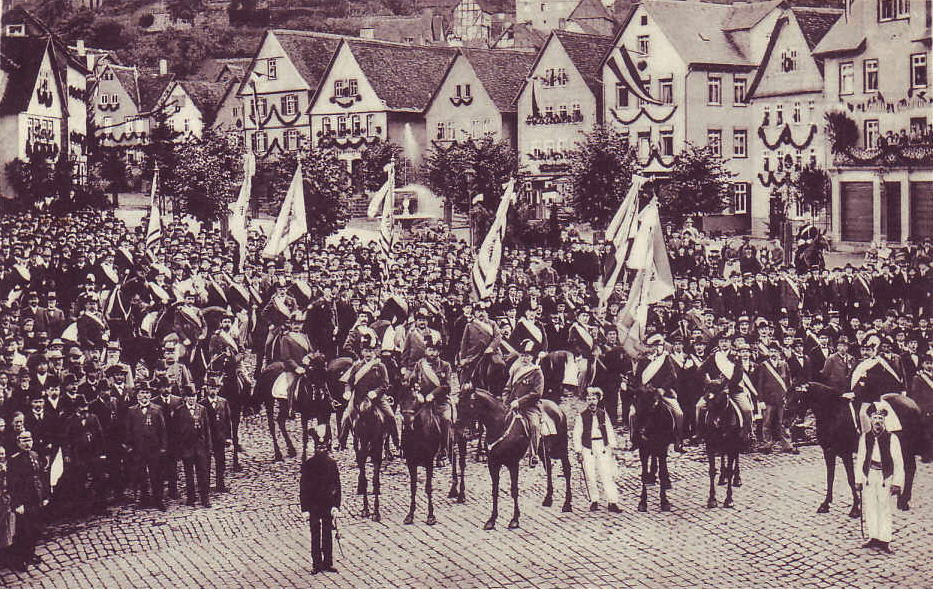
Aufstellung auf dem Marktplatz 1900

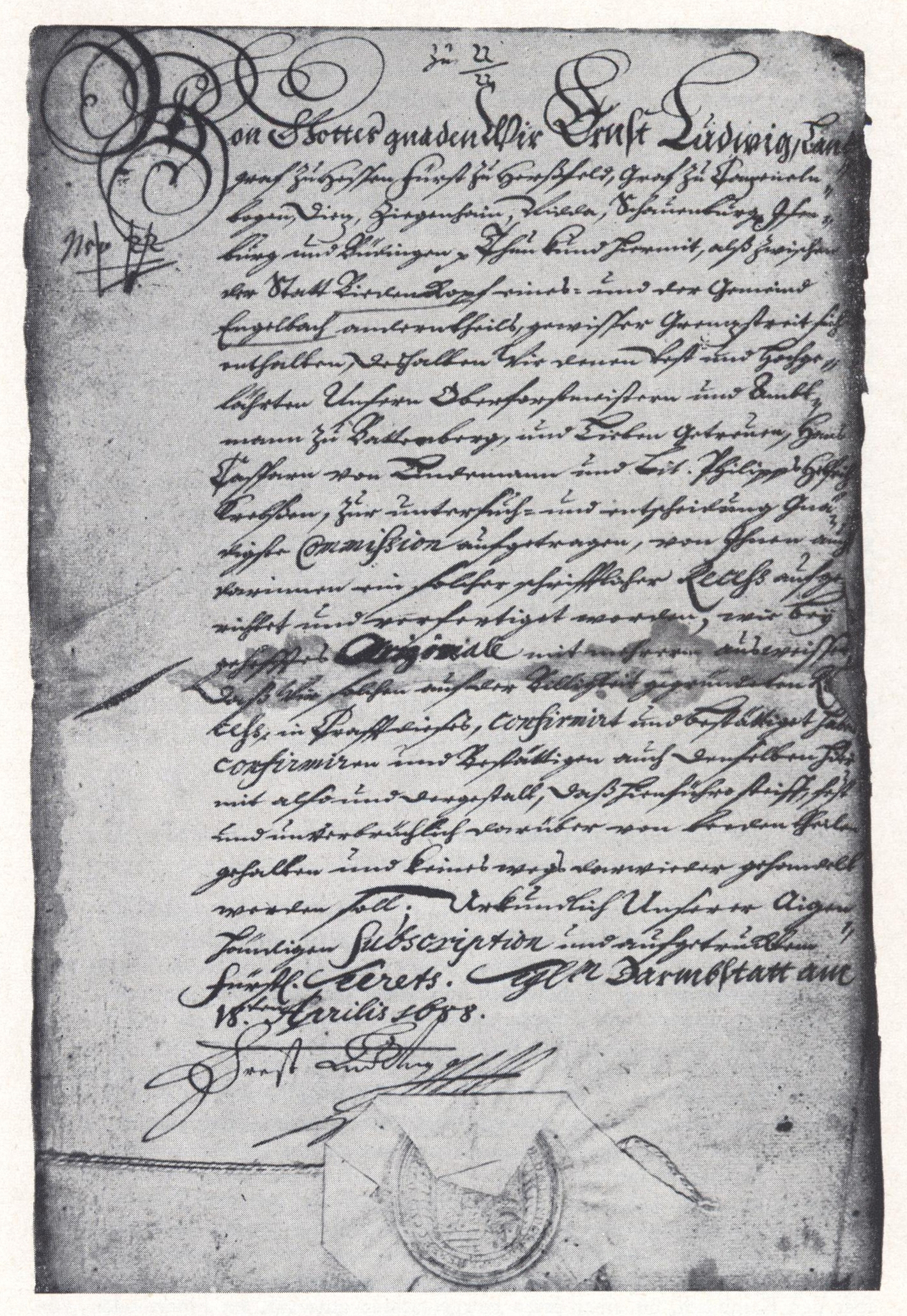
Urkunde über Grenzstreitschlichtung von 1688

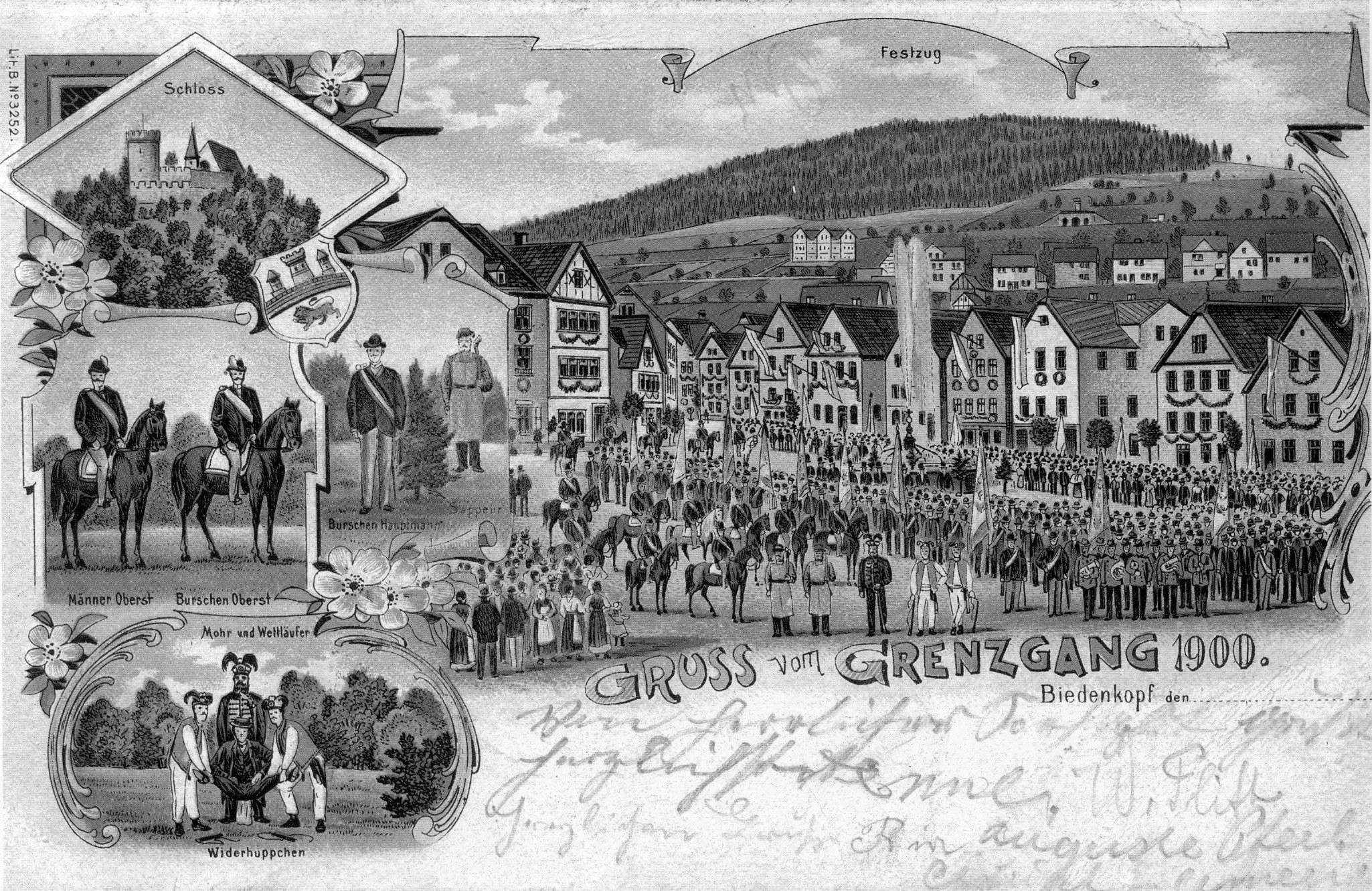
Ansichtskarte vom Grenzgang in Biedenkopf 1900

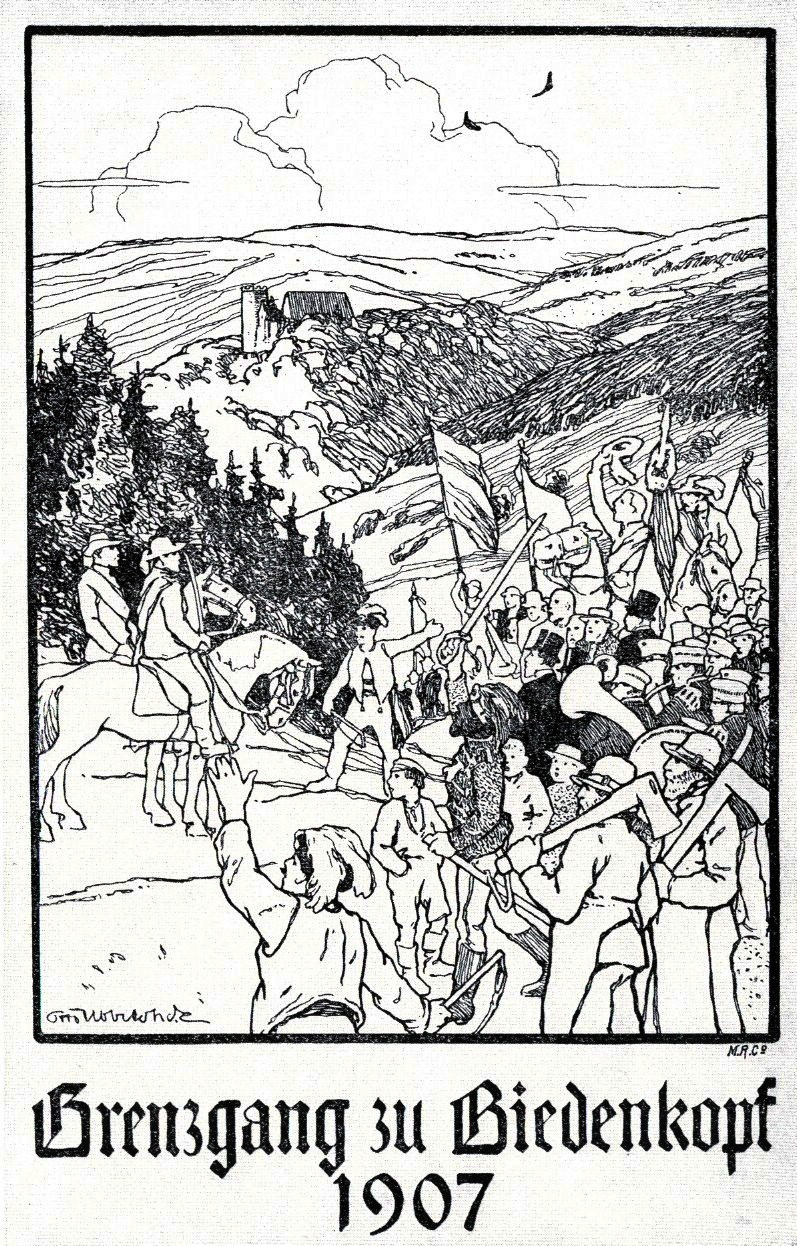
Werbung für den Grenzgang 1907, Federzeichnung von Otto Ubbelohde

Der Grenzgang in Biedenkopf ist ein historisches Heimatfest, welches alle sieben Jahre in der Kleinstadt Biedenkopf im Hessischen Hinterland stattfindet. Ziel des „Grenzgangs“ ist, während einer dreitägigen Wanderung durch den Stadtwald den Verlauf der Stadtgrenze zu kontrollieren. Aus dem administrativen Vorgang der Grenzbegehung, der bis in das 17. Jahrhundert zurück reicht, entwickelte sich Ende des 19. Jahrhunderts ein Volksfest. Es wird seither von Aktivisten bestimmt, die sich im Wesentlichen in Männergesellschaften und Burschenschaften organisieren und aus deren Reihen wesentliche Funktionsträger zur Organisation und Gestaltung dieses Volksfestes gestellt werden.
Der Grenzgang in Biedenkopf nimmt aufgrund seines Charakters, der Historie und Dimension eine herausragende und führende Rolle bezüglich vergleichbarer Veranstaltungen ein.

## Geschichte

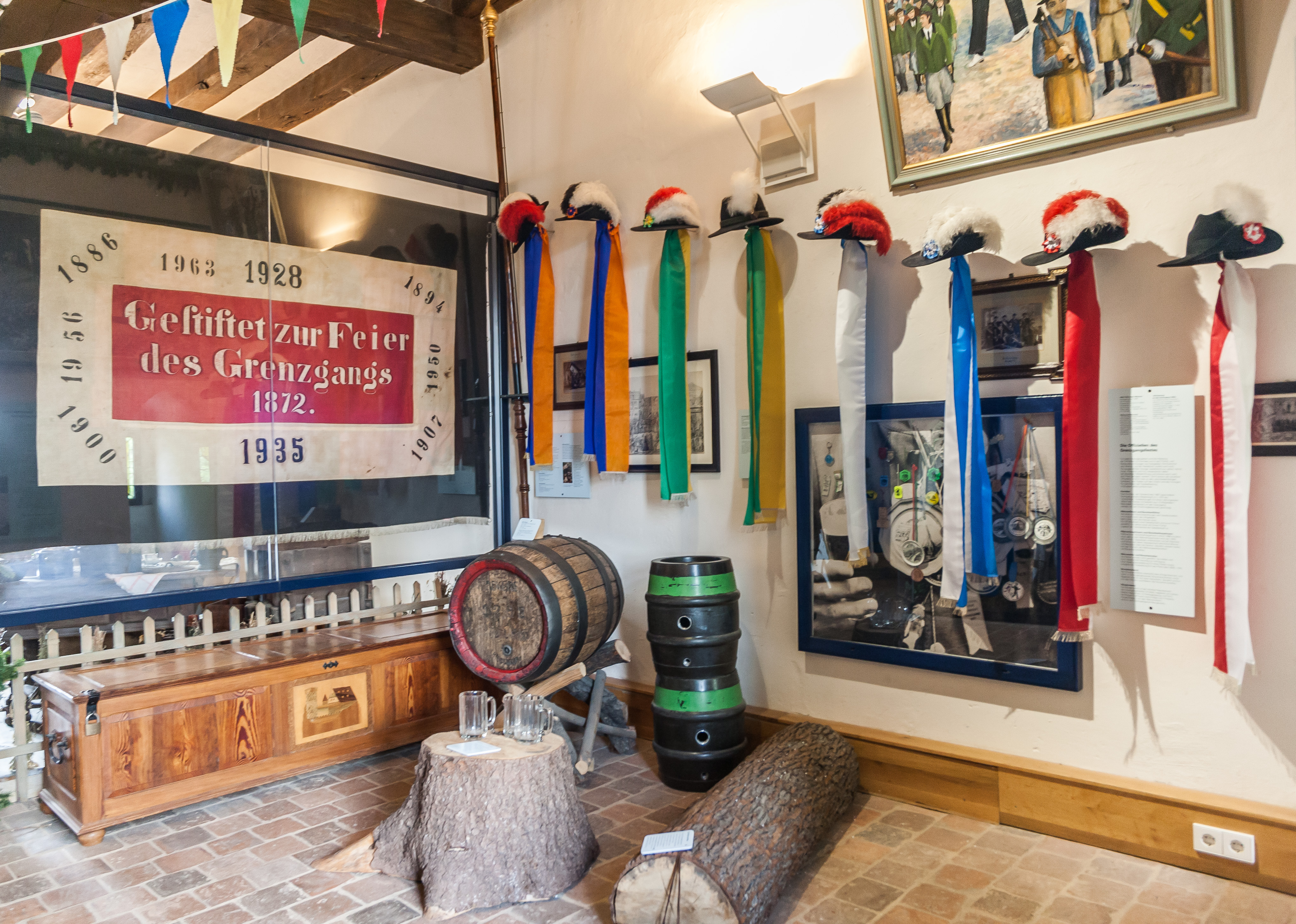
Grenzgangs-Zimmer im Hinterlandmuseum

Im Mittelalter kam es zwischen der Stadt und ihren Nachbargemeinden immer wieder zu Grenzstreitigkeiten um die zahlreichen Waldungen. Gelegentlich wurden dabei die Grenzmarkierungen zu Ungunsten der Stadt versetzt. Die früheste urkundliche Erwähnung eines Grenzstreits wird auf 1525 datiert. Um die korrekte Lage dieser Markierungen zu überprüfen, fand daher alle sieben Jahre eine Grenzbegehung statt. Die erste Erwähnung einer solchen Grenzbegehung findet sich im Jahr 1693. Neben den Bürgern der Stadt waren auch die Verantwortlichen der Nachbargemeinden zugegen, um Unstimmigkeiten direkt vor Ort klären zu können.
Nachdem im 18. Jahrhundert die Markierungen durch schwere Grenzsteine ersetzt und im 19. Jahrhundert Kataster entstanden waren, verlor die Grenzbegehung ihren eigentlichen Zweck. Sie wandelte sich aber ab 1839 zu einem in der Region beliebten Volksfest. Seit diesem ersten Grenzgangsfest 1839 wird nicht mehr die Grenze der Biedenköpfer Gemarkung, sondern die des Stadtwaldes umgangen. Weitere Feste folgten in den Jahren 1848, 1857 und 1864. Wegen einer Missernte wurde der im Jahre 1871 geplante Grenzgang auf 1872 verschoben. Im Jahre 1879 fand aus mangelndem Interesse kein Grenzgang statt. Aufgrund des Einsatzes engagierter Bürger, die 1881 ein Grenzgangs-Komitee gründeten, wurde der Grenzgang 1886 wieder durchgeführt. Aus diesem Jahr stammt die Stadtfahne. Seither sollte der 7-jährliche Turnus eingehalten werden, sofern nicht Krieg oder wirtschaftliche Not einer Durchführung widersprachen. Aber schon der nächste Grenzgang musste wegen einer erneuten Missernte von 1893 auf 1894 verschoben werden. Dem folgten die Grenzgänge 1900 und 1907. Der Beginn des Ersten Weltkriegs verhinderte den Grenzgang 1914. Wegen der Inflation und den daraus resultierenden wirtschaftlichen Problemen musste auch der Grenzgang 1921 abgesagt werden. 1928 und 1935 fanden wieder Grenzgänge statt. Aufgrund des Zweiten Weltkrieges entfiel der Grenzgang 1942. Der Grenzgang 1949 musste wegen der zuvor erfolgten Währungsreform und der noch anhaltenden wirtschaftlichen Probleme der Nachkriegszeit auf 1950 verschoben werden. Aus der Zeit des ersten Grenzgangs nach dem Zweiten Weltkrieg stammt das seither beliebte Grenzgangslied, das mit der Zeile beginnt „Aus Traum und Nacht, ist unser Grenzgang erwacht“. Dem 7-jährlichen Turnus folgend fand der nächste Grenzgang 1956 statt. Seither konnte dieser Turnus ungebrochen beibehalten werden; es folgten Grenzgänge in den Jahren 1963, 1970, 1977, 1984, 1991, 1998, 2005, 2012 und 2019.
Der Grenzgang findet jeweils am dritten August-Wochenende statt; daher ist das nächste Grenzgangsfest vom 13. bis 15. August 2026 geplant. 
Das Grenzgangs-Zimmer im Hinterlandmuseum bietet einen Einblick in die Geschichte des Grenzgangs in Biedenkopf.

## Vorbereitungen
Gegen Ende des Vorjahres eines Grenzgangs findet eine Mitgliederversammlung des Grenzgangsvereins statt, in der darüber entschieden wird, ob der Grenzgang „’naus geht“. Nach Ostern des Grenzgangsjahres ruft der Vorstand des Grenzgangsvereins das Grenzgangskomitee dazu auf, Männergesellschaften und Burschenschaften zu bilden. Faktisch werden selten neue Gesellschaften gebildet, sondern die von vorherigen Grenzgängen bestehenden Gesellschaften beginnen damit, sich regelmäßig in ihren Stammlokalen zusammen zu finden, um sich für das bevorstehende Fest zu rüsten. 
Sie wählen ihre Führer; dabei richtet sich die Anzahl der Führer nach der Gesamtzahl der Männer bzw. Burschen: Pro 30 Mitgliedern wird ein Führer gewählt. Weiterhin werden Schriftführer, Rechner und Fahnenträger gewählt und Reiter benannt. Weitere auszufüllende Rollen sind meist Damen- bzw. Mädchen-Führer, Fassmeister und Platzwart. In Versammlungen der Männer- und Burschenführer, der Reiter und des Komitees werden die Offiziellen gewählt: Bürgeroberst, Männerhauptmann, Burschenoberst, Burschenhauptmann, Mohr, Wettläufer und Sappeure.
Die Männergesellschaften sind nach Stadtteilen bzw. Straßen benannt. Die Zugehörigkeit eines Bürgers zu einer Männergesellschaft richtet sich im Allgemeinen nach seinem Wohnsitz. Zum Teil trifft das auch für die Burschen und Burschenschaften zu, traditionell ist diese Zuordnung aber freier; oft auch an die jeweilige Stammkneipe gebunden.
Während dieser Versammlungen der Gesellschaften werden – auf humorvolle Weise – „Strafen“ für (meist vorsätzlich begangenes) ungebührliches Verhalten der Anwesenden ausgesprochen, deren Betrag in „Litern“ bemessen wird. Ein Liter entspricht einem Euro; diese Einheit entstammt einer Zeit, in der ein Liter Bier eine Deutsche Mark (als damaliger Währungseinheit) kostete. Auch weitere Anlässe unterschiedlicher Art werden in der Zeit der monatelangen Vorbereitung genutzt, um die Kassen der Gesellschaften zu füllen. Ziel dabei ist, dass während der Grenzgangstage die Bürger und Burschen für die notwendige Getränkeversorgung nicht zahlen müssen.
Einen Höhepunkt in der Vorbereitungszeit der Gesellschaften stellt die „Schleifenüberreichung“ dar. In einer gemeinsamen Veranstaltung von Bürgern und Frauen bzw. Burschen und Mädchen wird in festlicher Atmosphäre eine von den Frauen bzw. Mädchen erstellte „Schleife“ überreicht und an die Fahne der Gesellschaft angebracht. Diese „Schleife“ ist ein textiler, meist kunstvoll bestickter und mit der aktuellen Jahreszahl versehener Stoffstreifen oder -Wimpel. Damit wird die Verbundenheit der Frauen zu ihrer lokalen Männergesellschaft bzw. der Mädchen zu „ihrer“ Burschenschaft bekundet.
Bei einem „Musikreiten“ werden die Pferde der Offiziere an bislang ungewohnte Klänge der Musikkapellen und das Peitschenknallen der Wettläufer gewöhnt.
In den letzten Tagen vor dem Grenzgangsfest wird die Stadt von den Grenzgangsgesellschaften und den Anwohnern der jeweiligen Straßen aufwändig geschmückt. Unter anderem werden von den Frauen und Mädchen Girlanden aus Fichtenzweigen gebunden und in den Straßen und an den Häusern angebracht. Die Verbundenheit der Bewohner Biedenkopfs mit ihrem Wald (historischer Ausruf in Hinterländer Platt: „Da Waald es inser!“) wird auch dadurch verdeutlicht, dass Hunderte von Bäumen im Stadtwald geschlagen werden und für die Dauer des Grenzgangsfestes die Straßen der ehemaligen Kreisstadt schmücken. Die Einheimischen sprechen nun davon, dass der Wald in die Stadt komme: „Da Waald kimmt ih de Stoad!“
Das Finale der Vorbereitungszeit findet am Vorabend des ersten Grenzgangstags statt, dem sogenannten „Kommers“. Am Mittwochabend findet man sich am Marktplatz und in den umliegenden Straßen ein, um in zwangloser Atmosphäre erste Begegnungen mit angereisten Besuchern und Musikkapellen zu machen.

## Ablauf

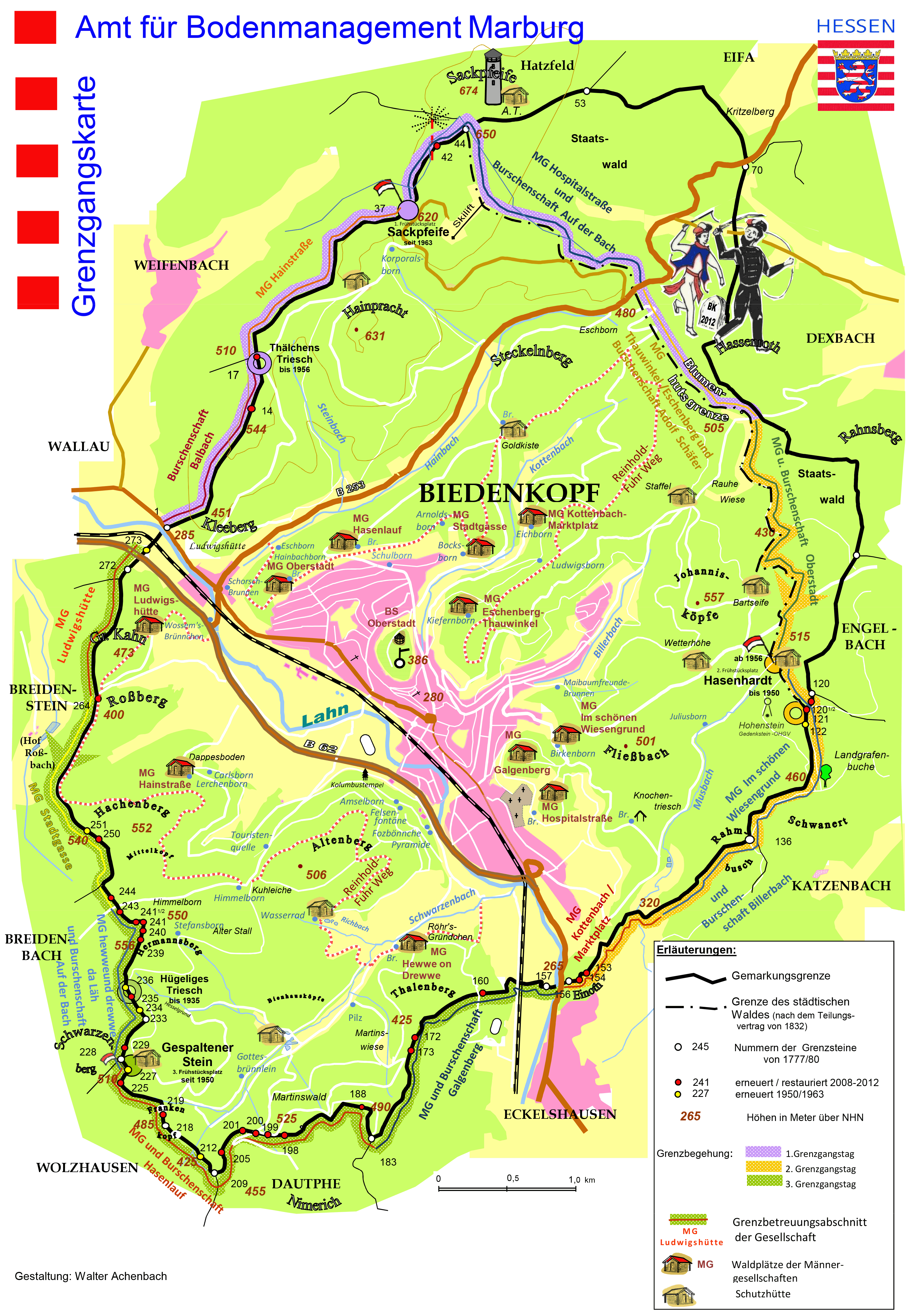
Grenzverlauf

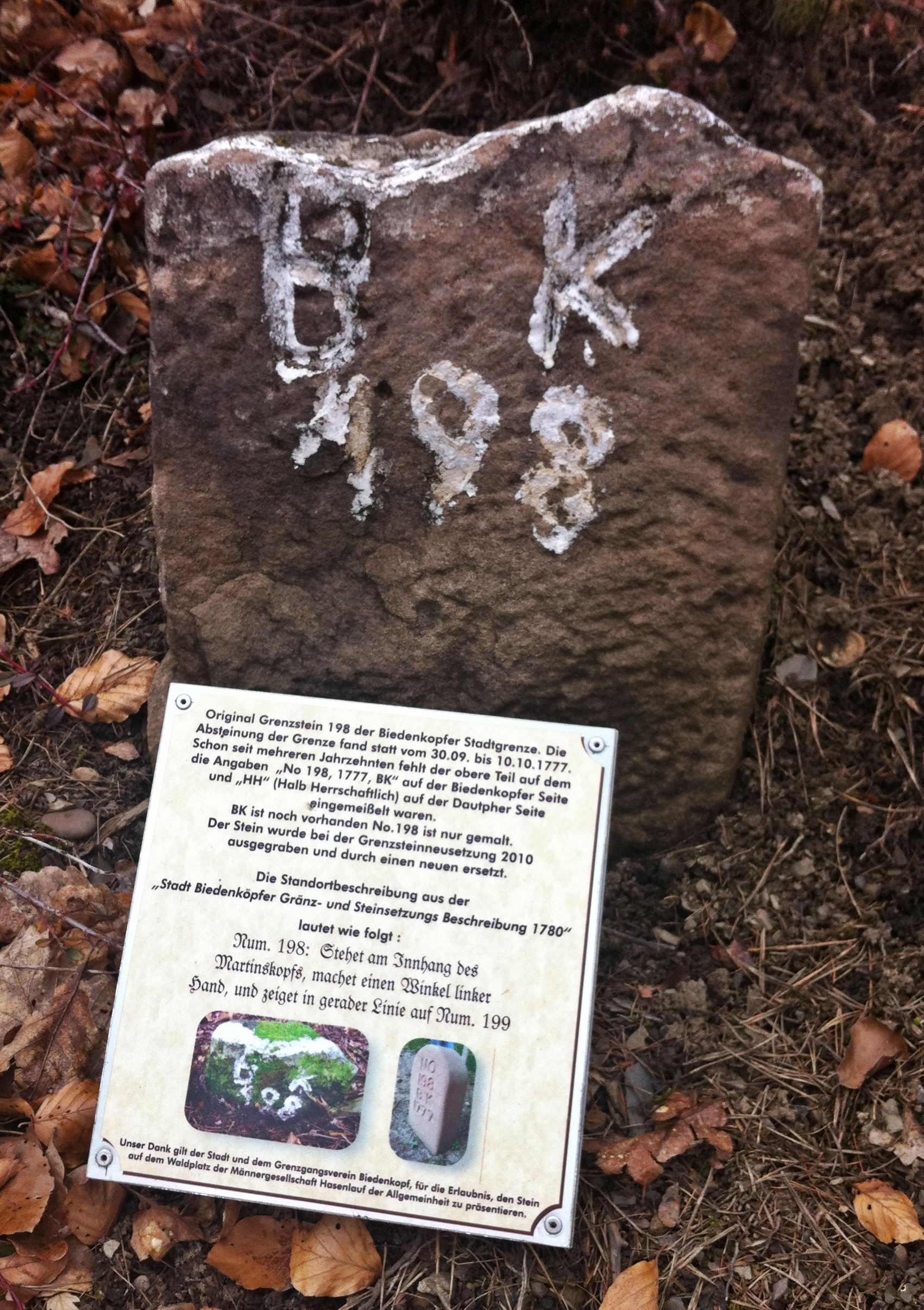
Teil eines Grenzsteins von 1777

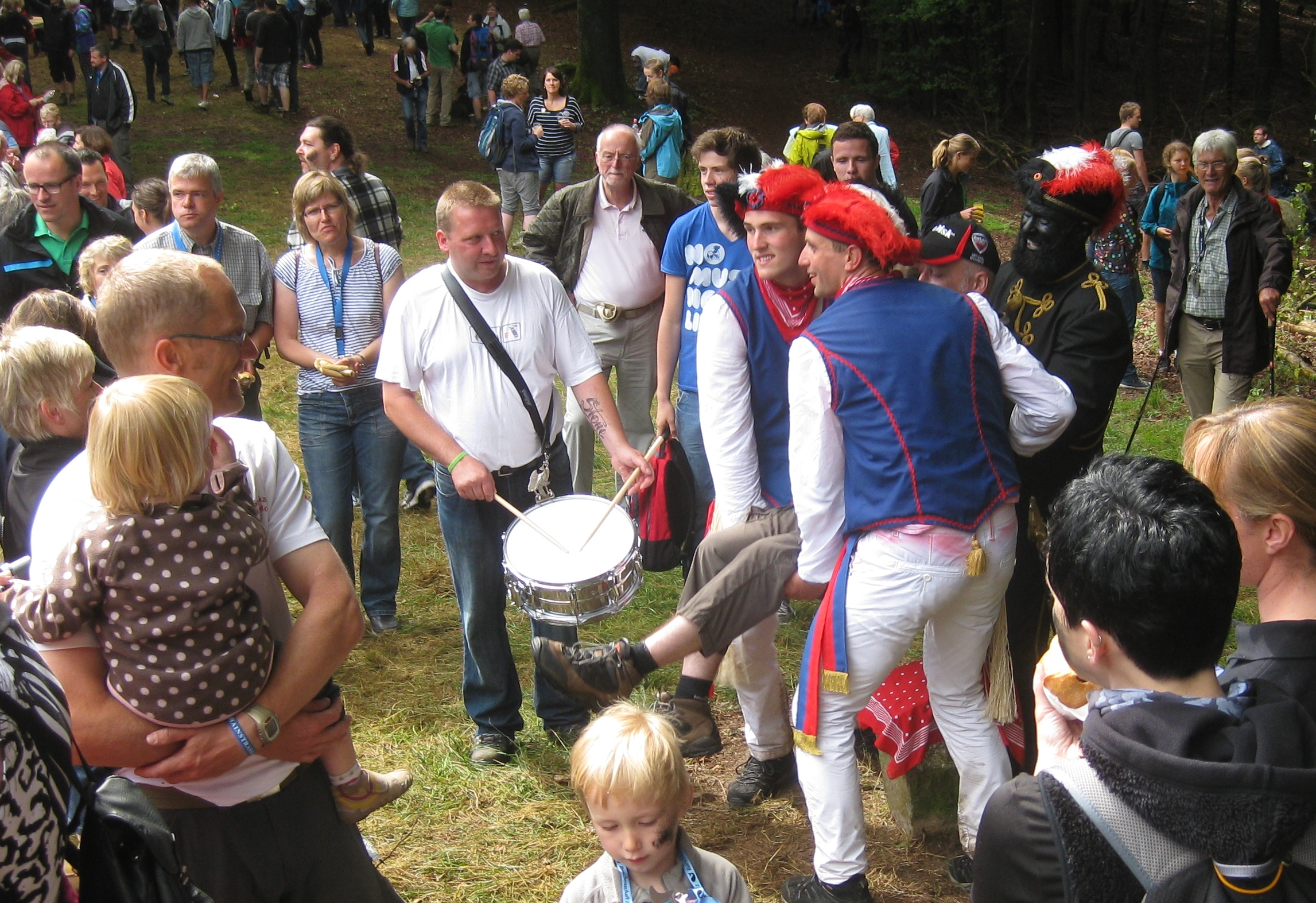
Mohr und Wettläufer beim „Huppchen“ auf einem Grenzstein

Die Stadtwaldgrenze Biedenkopfs wird an drei Tagen abgegangen. An jedem Tag wird am frühen Morgen die Bevölkerung der Stadt durch Böllerschüsse vom Schlossberg geweckt. Die Männergesellschaften und Burschenschaften werden unter Musikbegleitung aus ihren Stadtteilen zur Aufstellung auf den Marktplatz geführt. 
Am ersten Tag finden dort Ansprachen und eine Totenehrung statt. Ansonsten gleichen sich die Rituale an den drei Tagen: Die Gesellschaften mit ihren Führern und Reitern formieren sich auf dem Marktplatz, die Führer melden die Anzahl der erschienenen Bürger und Burschen ihren Hauptmännern, die wiederum den Obersten die Gesamtzahl der erschienenen Bürger und Burschen melden. Nach dem Kommando des Bürgeroberst: „Grenzgang Marsch!“ formiert sich ein Zug aller Beteiligten zum Beginn der Stadtgrenze. 
Der Zug wird angeführt von den Sappeuren, der Stadtfahne, dem Bürgeroberst, sowie dem Mohren und den zwei Wettläufern. Dem folgen die Männergesellschaften und die Burschenschaften mit ihren Reitern und Führern. Der Zug führt aus der Stadtmitte zum Einstieg eines Grenzabschnitts. An den ersten beiden Tagen wird die Grenze links der Lahn begangen, am dritten Tag die Grenze rechts der Lahn. Inmitten der Grenzbegehung findet eine Rast auf einem Frühstücksplatz im Wald statt. 
Während eines zweistündigen Aufenthalts feiern dort die Gesellschaften und heißen ihre Gäste willkommen, in dem sie die Gäste „unter die Fahne“ nehmen – sie werden durch „Stemmkommandos“ unter Fahnenschwenken dreimalig in die Luft geworfen. Gäste, die noch unvertraut mit dem Grenzverlauf sind, wenden sich an den Mohr und die zwei Wettläufer; sie werden „gehuppcht“ – sie erleben eine sinnliche Erfahrung dadurch, dass ihr Gesäß dreimalig mit einem Grenzstein Kontakt aufnimmt, mit den Worten „Der Stein – Die Grenze – In Ewigkeit“. 
Nach der Rast setzt sich der Zug der Grenzgänger erneut in Bewegung, um den restlichen Grenzabschnitt zu begehen. Der Zug endet zum frühen Nachmittag am Ausgangspunkt der Grenzbegehung, der Stadtmitte. Am späteren Nachmittag findet erneut eine Aufstellung am Marktplatz statt. Daraufhin findet ein Festumzug zum Festplatz statt; im Festzelt klingt der Tag aus.
Der Verlauf der Grenzbegehung während der drei Tage im Einzelnen:

### Erster Tag
Der Zug der „Grenzgänger“ erfolgt nach dem Abmarsch vom Marktplatz zunächst durch die Innenstadt und die Oberstadt über die Hainstraße in nördlicher Richtung zur Ludwigshütte und folgt danach kurz dem ehemaligen Verlauf der Kombination aus B62 und B253 in Richtung Wallau bis zum Einstieg in die Stadtgrenze – rechts der Wegstrecke, links der Lahn, in Richtung Osten; aus kartografischer Draufsicht im Uhrzeigersinn. Dieser „Einstieg“ ist zugleich der Beginn des höchsten Anstiegs der gesamten Grenzbegehung – die Ersteigung des Kleebergs – und stellt somit die größte körperliche Herausforderung für die Grenzgänger über alle Tage dar. Die Rast erfolgt auf dem Frühstücksplatz auf der Sackpfeife. Der Rastplatz wurde zum Grenzgang 1963 hierhin verlegt, zuvor war es ein Platz am Thälchens Triesch. Nach dem Bau einer asphaltierten „Senderstraße“ zum Sender Biedenkopf war es aus logistischen Gründen naheliegend, diesen Platz am Rand der neuen Straße auszuwählen, um die Versorgung der Grenzgänger mit Erfrischungen zu erleichtern. Bis zur Sackpfeife grenzt der Grenzverlauf an Weifenbach, danach an Eifa und Dexbach bis zur Breiten Wiese. Dort endet die Grenzbegehung des Tages und der Zug der Grenzgänger wendet sich zur Heimkehr nach Biedenkopf über den Staffel.

### Zweiter Tag
Der zweite und dritte Grenzgangstag beginnen gewöhnlich mit kürzeren Zeiten bei der Aufstellung auf dem Marktplatz, da die Ehrungen und Ansprachen des ersten Tages entfallen. Am zweiten Tag erfolgt ein Aufstieg über den Staffel zur Breiten Wiese – dem Punkt, an dem die Grenzbegehung des ersten Tages endete. Dieser zweite Tag gilt bei den Grenzgängern als der „leichteste“ Tag, da weder Wegstrecke als auch Anstiege Anforderungen stellen, welche die beiden anderen Tage mit sich bringen. Nach dem Einstieg in die Grenze an der Breiten Wiese wird die Grenzbegehung weiterhin im Uhrzeigersinn bis zur Erreichung des Lahntals bei der Erlenmühle fortgesetzt. Mit Abschluss des zweiten Tages ist die Grenzbegehung links der Lahn abgeschlossen. Die Rast erfolgt an diesem Tag am Frühstücksplatz Hasenhardt.

### Dritter Tag
Am dritten Tag der Grenzbegehung erfolgt der Einstieg in die Grenzbegehung am selben Punkt wie am ersten Tag – nun aber in Richtung Westen und in kartografischer Draufsicht entgegen dem Uhrzeigersinn. Die Etappe dieses dritten Tages stellt die längste Wegstrecke aller drei Tage der Grenzbegehungen dar. Die Rast findet am Gespaltenen Stein statt. Eine Besonderheit stellt die letzte Etappe dar, zum Gonzhäuser Feld, ein steiler Abstieg. Am Ziel (nahe der Erlenmühle) und somit dem Ende der gesamten Grenzbegehung findet eine Aufstellung der Gesellschaften und Würdenträger statt, und durch Ansprache des Bürgerobersts erfolgt eine Würdigung des aktuellen Grenzgangs, mit Wünschen auf den nächsten Grenzgang.

## Mitwirkende
Der Grenzgang in Biedenkopf wird von einer Reihe von Mitwirkenden getragen:
- Der Bürgeroberst vertritt die Bürgerschaft der Stadt und ist oberster Repräsentant des Grenzgangs. Er führt den Grenzgang zu Pferde an und wird von zwei Adjutanten zu Pferde begleitet.
- Der Männerhauptmann repräsentiert die Männergesellschaften, er wird von einem Adjutanten assistiert und vertritt den Bürgeroberst auf der Grenze, wenn dieser nicht präsent sein kann, denn zu Pferde sind nur Teile der Grenze passierbar.
- Der Burschenoberst repräsentiert alle Burschenschaften. Er und seine beiden Adjutanten sind zu Pferde.
- Der Burschenhauptmann vertritt den Burschenoberst zu Fuße. Er wird assistiert von einem Adjutanten.
- Die beiden Sappeure tragen eine Waldarbeiter-Kleidung und eine Axt; sie repräsentieren die Waldarbeiter, die dafür sorgen, dass der Weg des Grenzverlaufs frei geschnitten ist.
- Die drei Stadtfahnenträger tragen die Stadtfahne.
- Der Mohr ist eine Symbolfigur und eine der illustersten Figuren des Grenzgangs. Er trägt eine schwarze Uniform mit Goldknöpfen, schwingt einen (Krumm-)Säbel und bewegt sich gerne tänzelnd. Sein Gesicht ist geschwärzt, ein Vollbart ist obligatorisch. Man sagt ihm nach, dass er dazu diente, neidvolle Anrainer zu erschrecken und zu vertreiben, belegt ist das aber nicht. Heutzutage gilt es als Ehre, vom Mohr kontaktiert zu werden und schwarze Spuren dieses Kontakts im Gesicht zu tragen.
- Die beiden Wettläufer sind zusammen mit dem Mohr weitere Symbolfiguren und werden mit diesem gerne als Trio wahrgenommen. Sie tragen weiße Hosen und Wendewesten, deren blaue Seite morgens und rote Seite nachmittags nach außen getragen werden. Ihre Rolle besteht im Wesentlichen darin, während der Grenzbegehung für Nachrichtenübermittlung zwischen den Offizieren und zur Einhaltung der Grenzbegehung zu sorgen. Ihre Peitschen nutzen sie darüber hinaus zu eindrucksvollen Vorführungen des Peitschenknallens.
- In den elf Männergesellschaften organisieren sich verheiratete Männer; sie werden von Männerführern angeführt.
- In den sieben Burschenschaften organisieren sich unverheiratete und zumeist junge Männer; sie werden von Burschenführern angeführt.
- Alle Aktivisten des Grenzgangs sind im Grenzgangsverein organisiert.
- Der Vorstand des Grenzgangsvereins bildet das Komitee.

Mädchen unterstützen Burschenschaften, verheiratete Frauen unterstützen Männergesellschaften.

### Gesellschaften
Im Lauf der Geschichte gab es Neugründungen von Gesellschaften, aber auch Wegfälle. Die folgende Aufstellung schildert den Stand des Grenzgangs 2019.
| Männergesellschaft     | besteht seit       | Fahne von     | Anzahl Führer |
| ---------------------- | ------------------ | ------------- | ------------- |
| Galgenberg             | Ersterwähnung 1864 | 1872/neu 1970 | 3             |
| Hainstraße             | Ersterwähnung 1864 | 1872          | 6             |
| Hasenlauf              | Gründung 1970      | 1970          | 6             |
| Hewwe on drewwe da Läh | Ersterwähnung 1864 | vor 1894/2005 | 4             |
| Hospitalstraße         | Ersterwähnung 1864 | 1894          | 5             |
| Im schönen Wiesengrund | Gründung 1956      | 1956          | 6             |
| Kottenbach/Marktplatz  | Ersterwähnung 1864 | 1894/neu 1984 | 3             |
| Ludwigshütte           | Ersterwähnung 1864 | 1886          | 3             |
| Oberstadt              | Ersterwähnung 1864 | 1872          | 6             |
| Stadtgasse             | Ersterwähnung 1900 | 1900          | 3             |
| Thauwinkel/Eschenberg  | Ersterwähnung 1864 | 1894          | 4             |
| Burschenschaft         | besteht seit       | Fahne von     | Anzahl Führer |
| Adolf Schäfer          | Ersterwähnung 1894 | 1894/2005     | 2             |
| Balbach                | Gründung 1894      | 1894          | 4             |
| Billerbach             | Gründung 1956      | 1956          | 3             |
| Hasenlauf              | Gründung 1984      | 1984          | 3             |
| Hoffmann Auf der Bach  | Ersterwähnung 1886 | 1886/1986     | 3             |
| Ludwigshütte           | Ersterwähnung 1886 | 1872?         | 2             |
| Oberstadt              | Ersterwähnung 1886 | 1886          | 3             |

## Foto-Galerie

Impressionen vom Grenzgang 2012
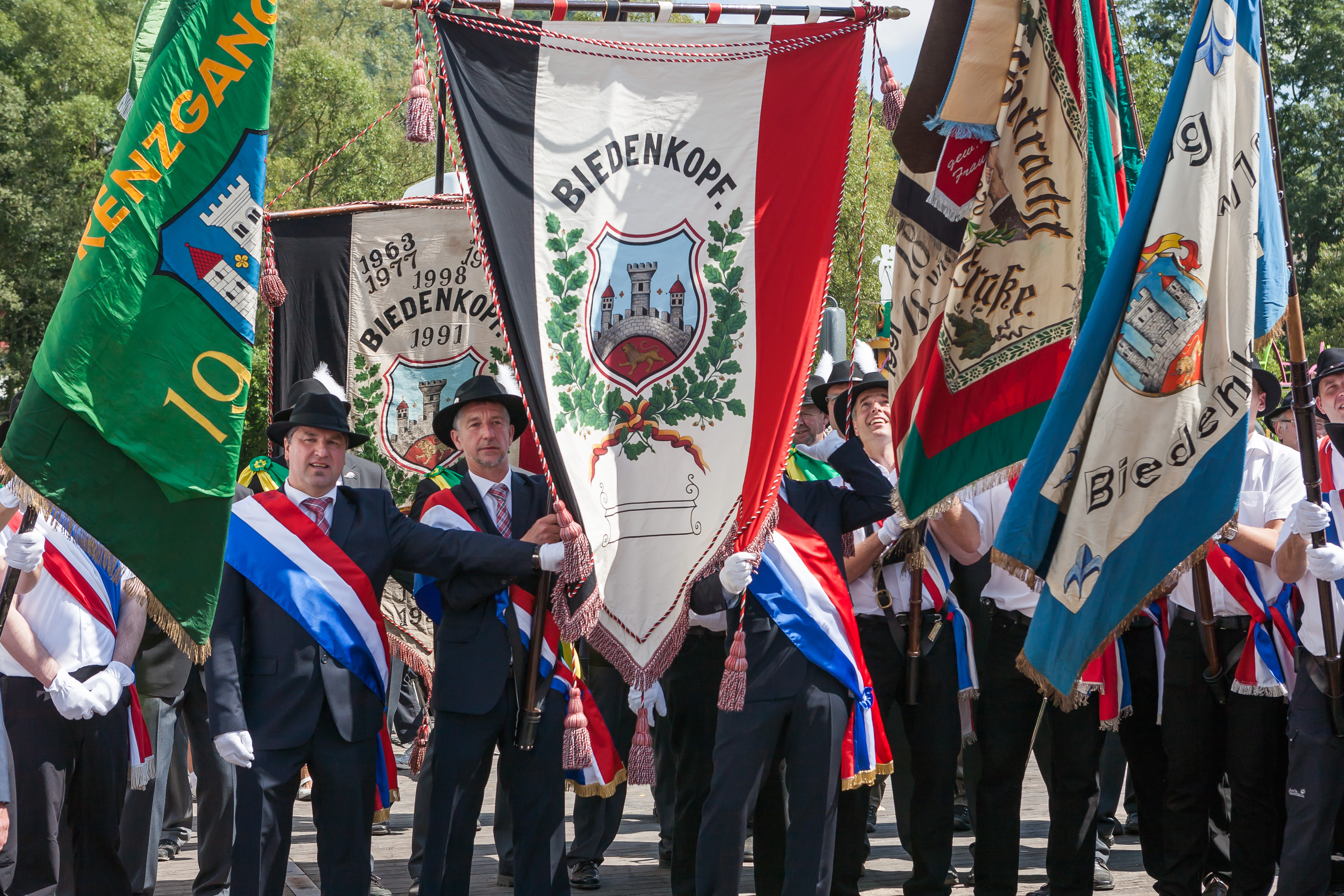
Fahnenweihe der neuen „Stadtfahne“; im Hintergrund ist die alte Stadtfahne aus 1886 zu sehen, die durch die neue Fahne ersetzt wird.
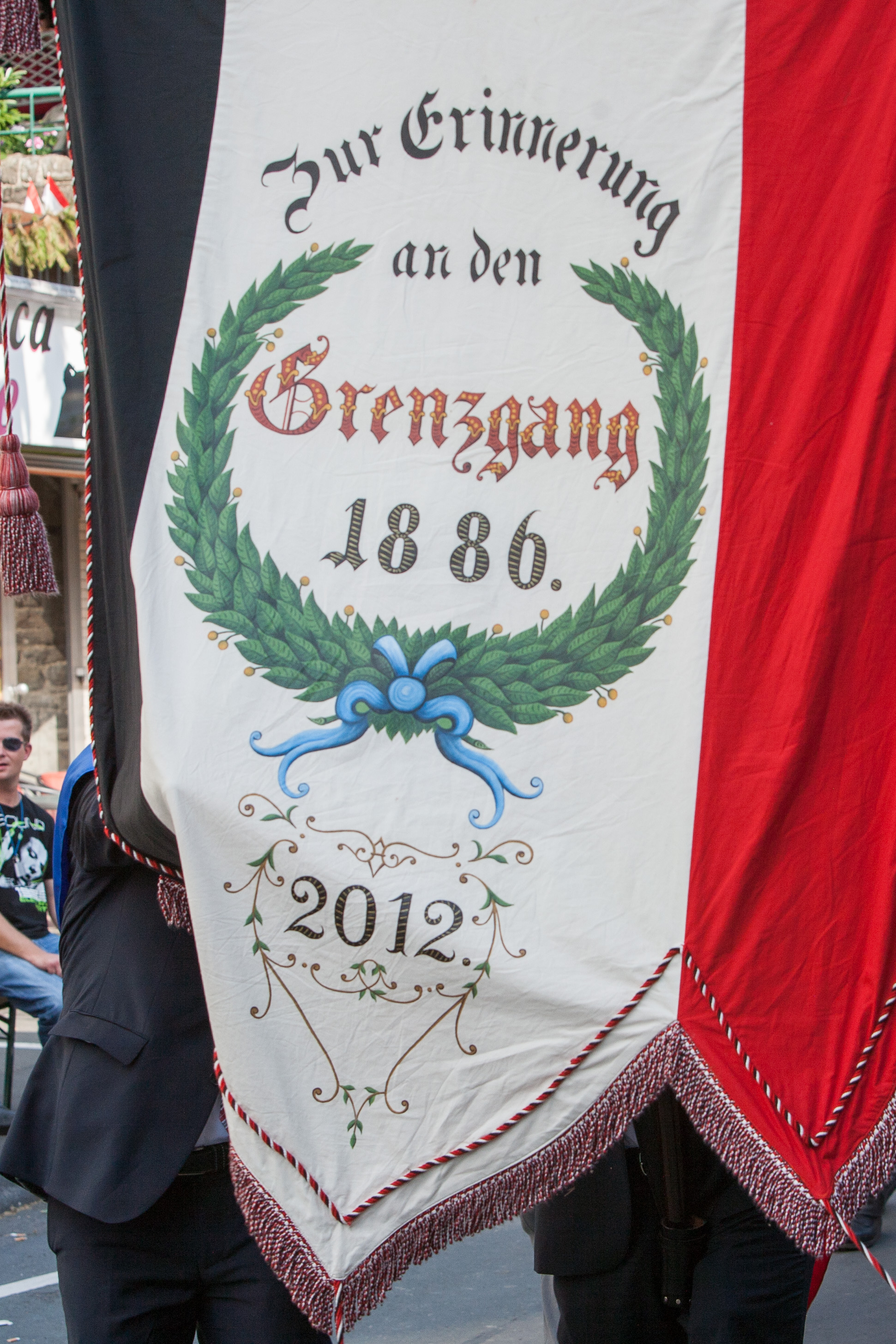
Die Rückseite der neuen „Stadtfahne“
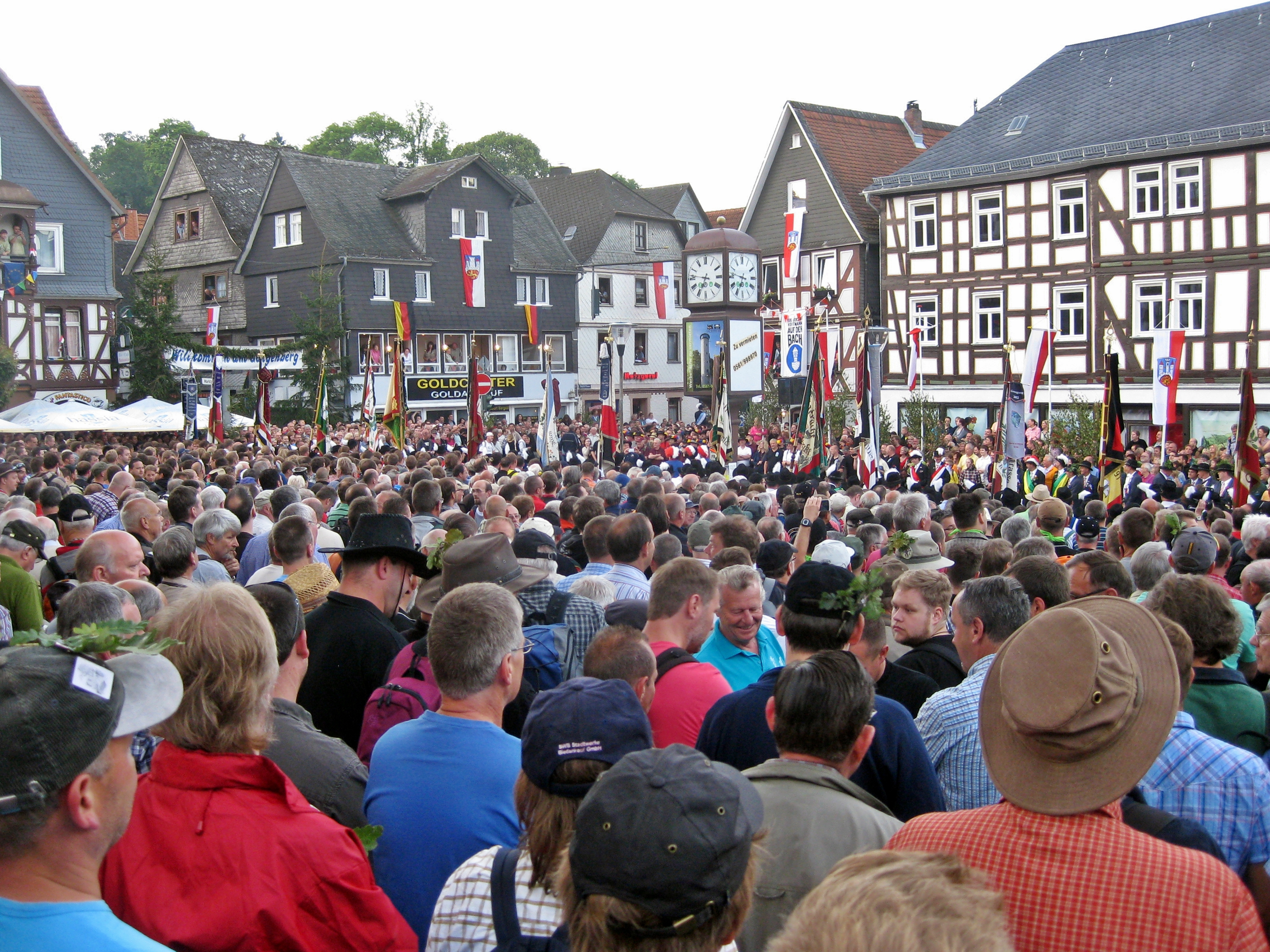
Morgendliche Aufstellung der Männergesellschaften und Burschenschaften auf dem Marktplatz
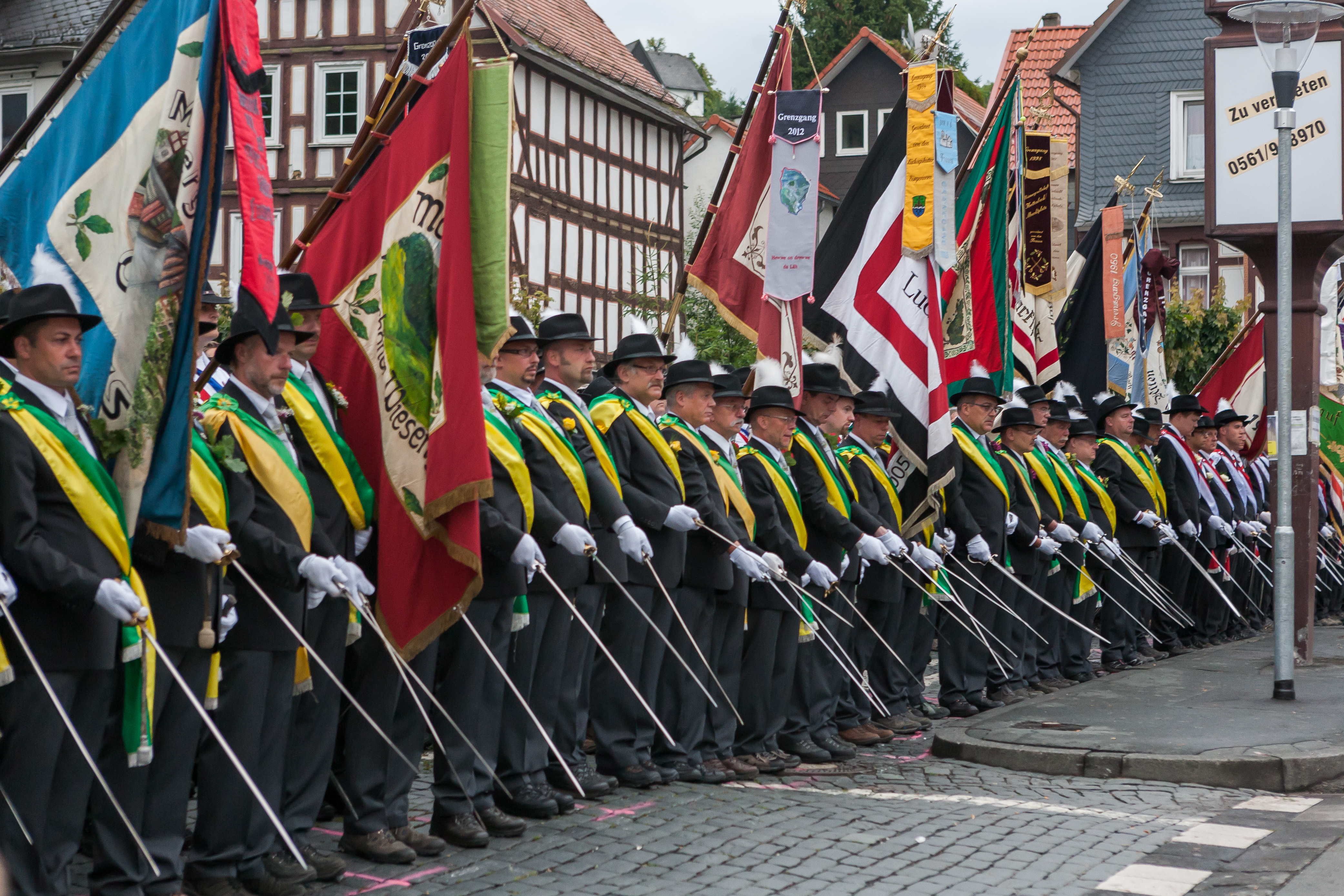
Die Männer- und Burschenführer „präsentieren ihr Gewehr“ bei der Aufstellung
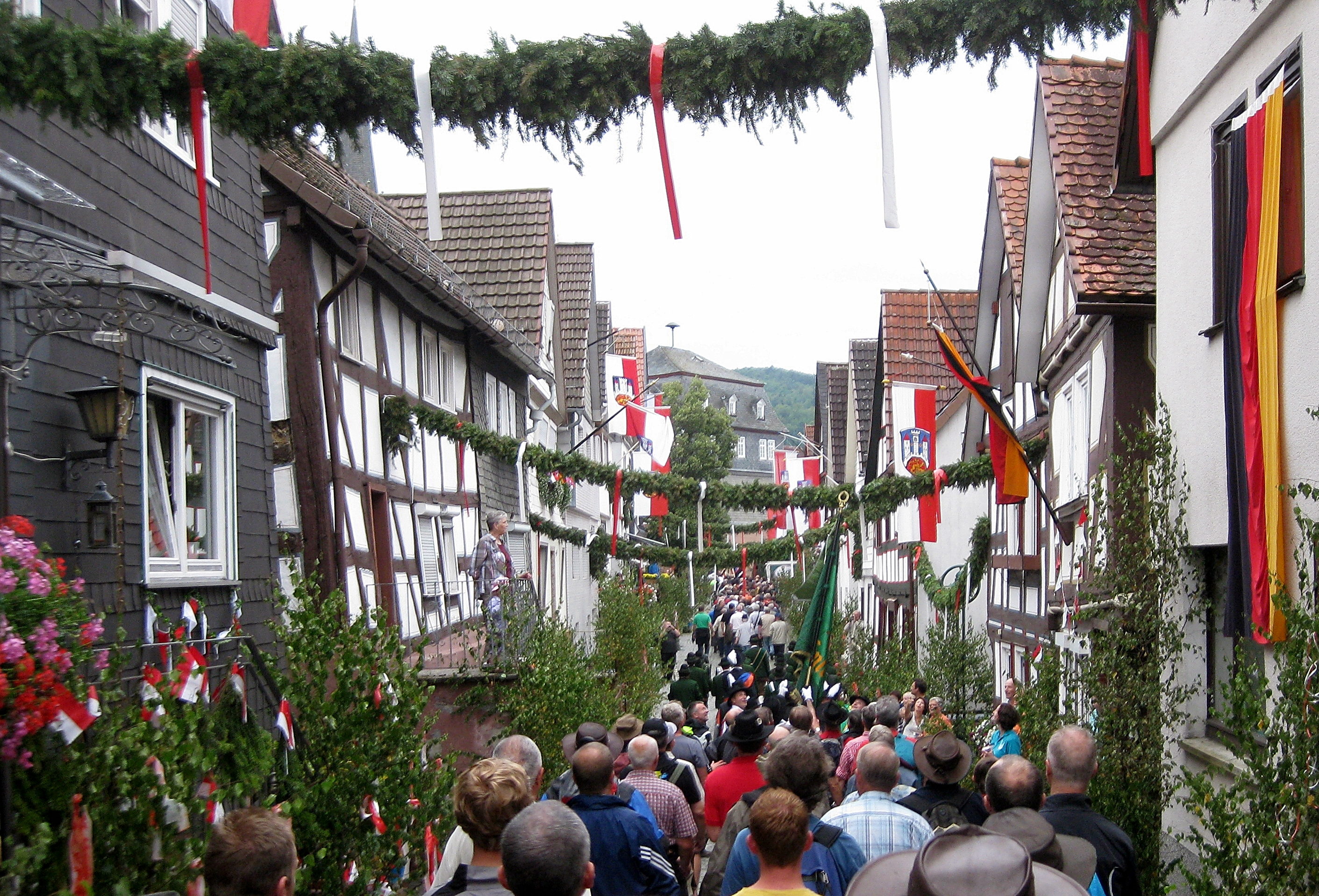
Der Zug der Teilnehmer durch die „Oberstadt“
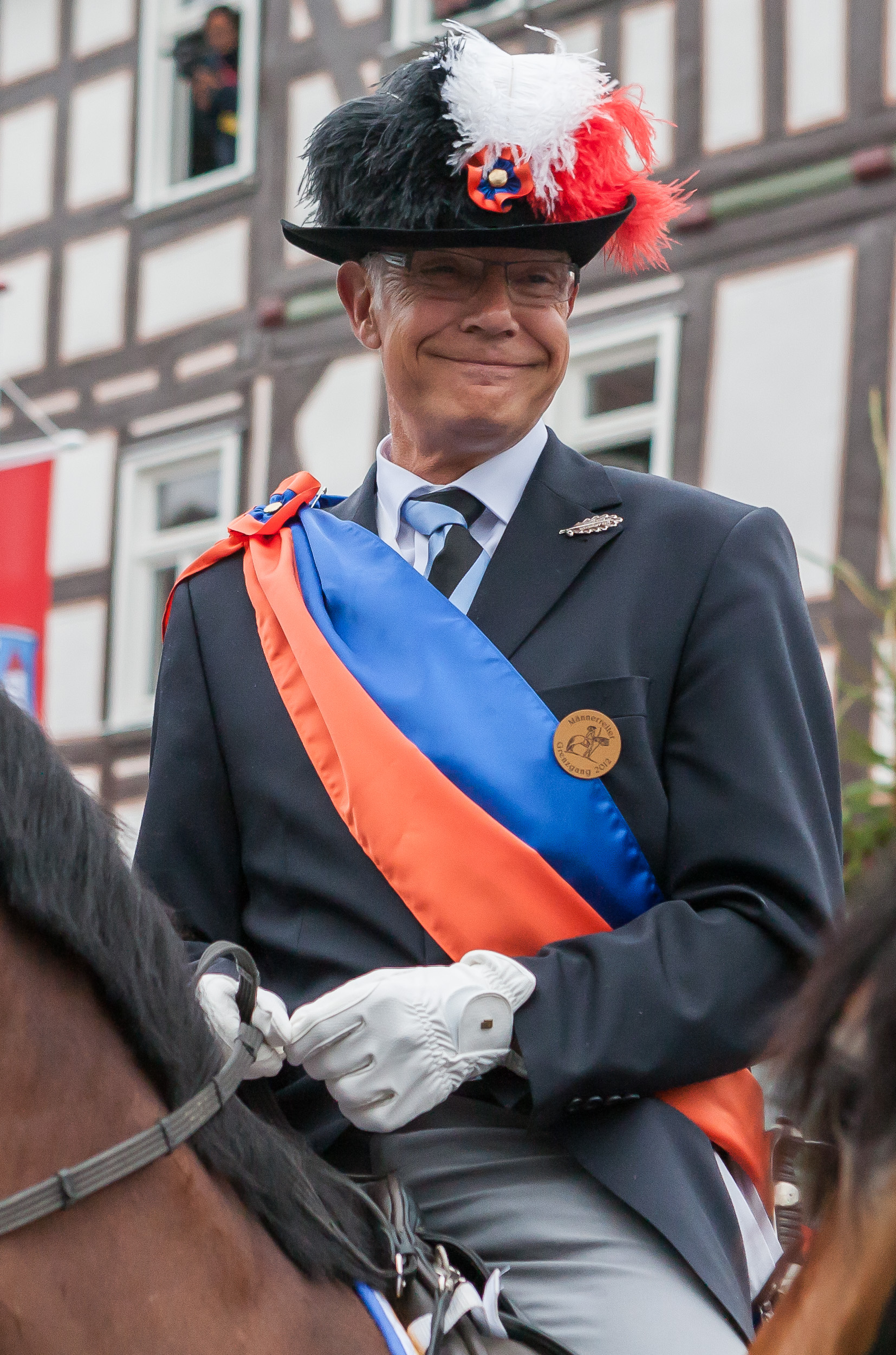
Der Bürgeroberst
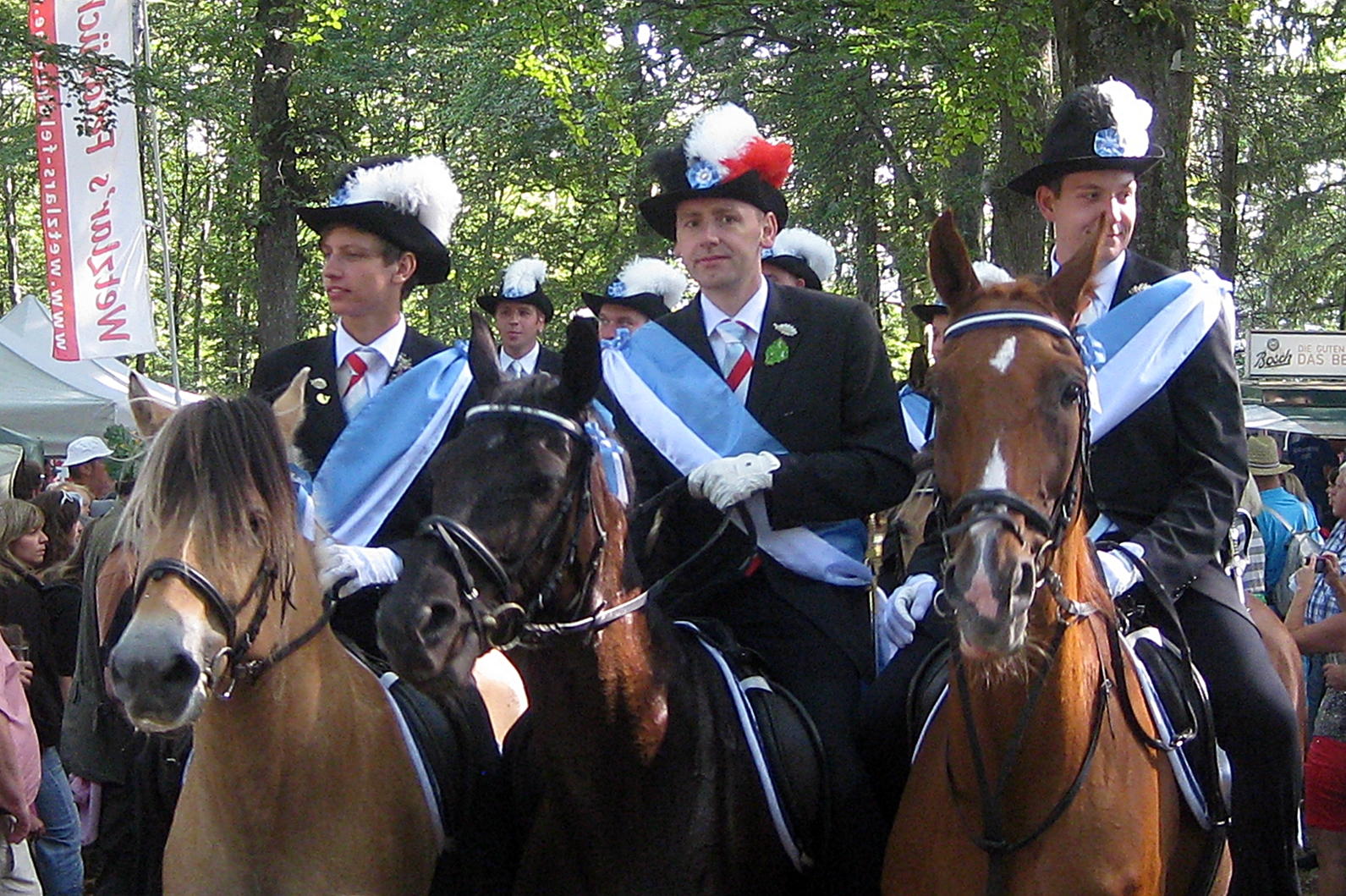
Der Burschenoberst mit seinen beiden Adjutanten
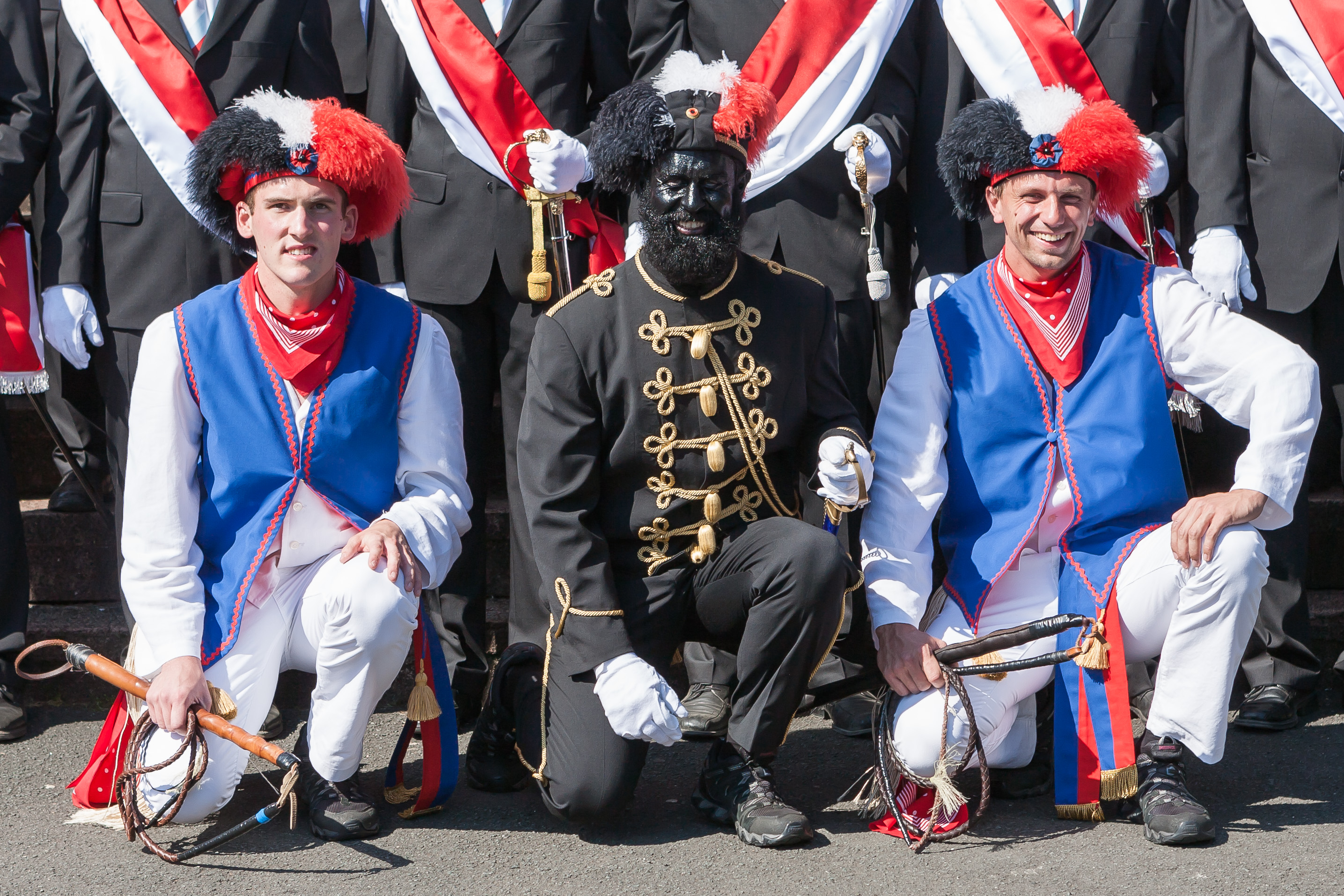
Der Mohr und die beiden Wettläufer
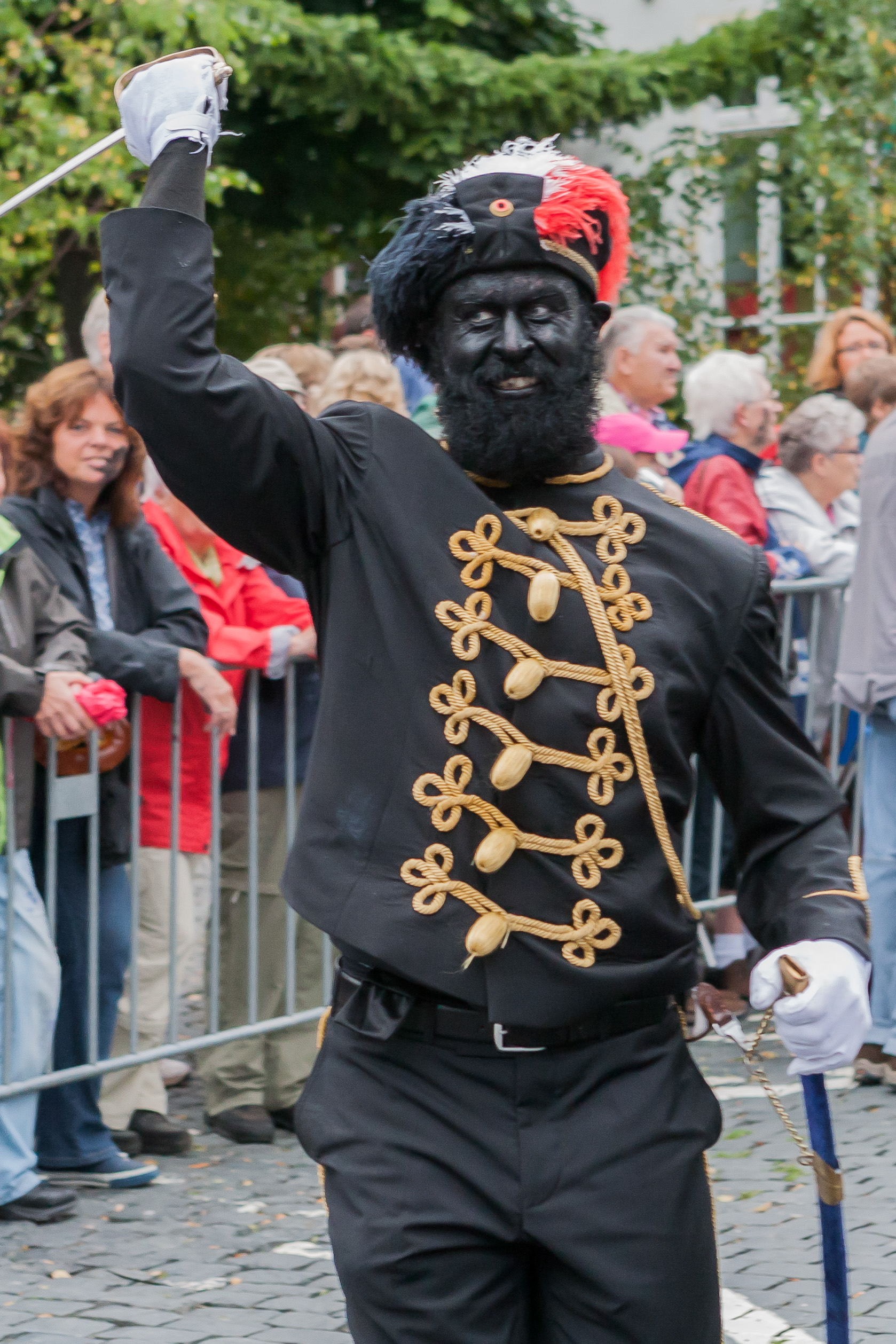
Der tänzelnde und Säbel schwingende Mohr
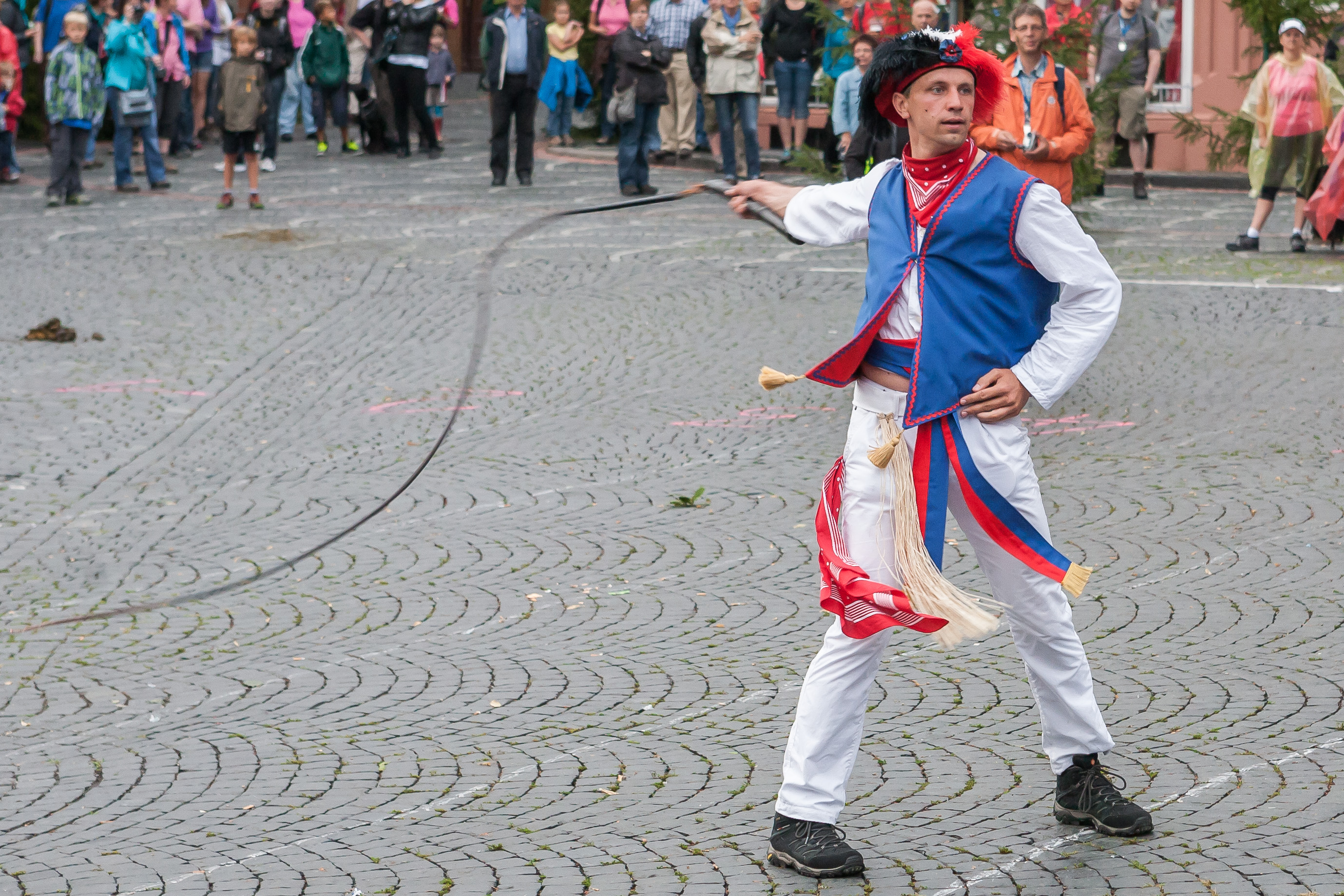
Ein Peitsche knallender Wettläufer auf dem Marktplatz
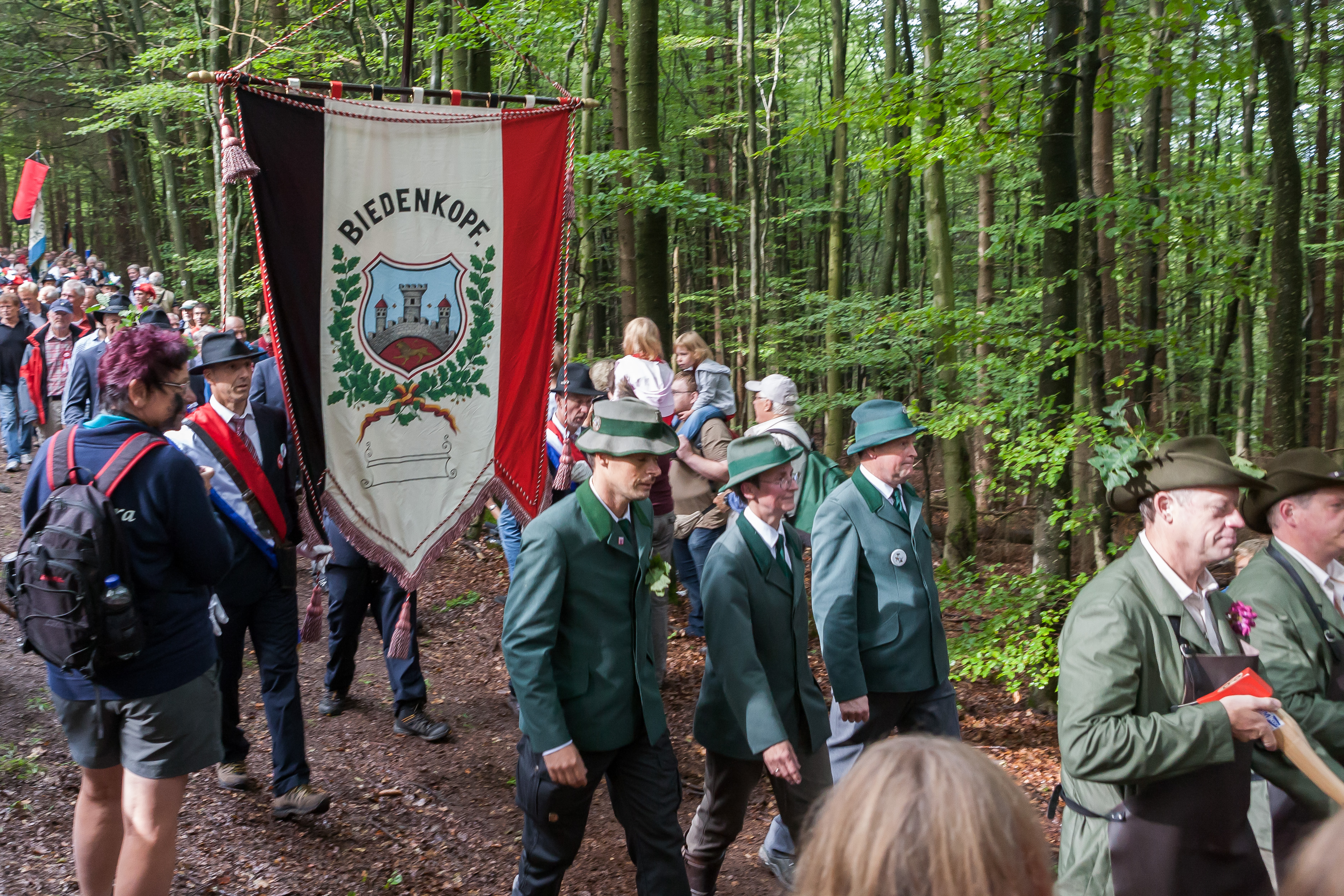
Der Zug wird angeführt von Sappeuren, Forstbeamten und der „Stadtfahne“.